# 2,4,6-Триброманилин
2,4,6-триброманилин — белое кристаллическое вещество, брутто-формула которого С6H4NBr3.

## Синтез
Препаративный метод синтеза 2,4,6-триброманилина - прямое бромирование гидрохлорида анилина парами брома в подкисленном водном растворе, по мере протекания реакции 2,4,6-триброманилин выпадает в осадок :

## Химические свойства
Окисляется трифторперуксусной кислотой до 2,4,6-трибромнитрозобензола.
Диазотирование 2,4,6-триброманилина с последующим восстановлением диазониевой соли этанолом in situ используется как метод синтеза симм-трибромбензола.